# ジェームズ・マクニール・ホイッスラー

『白のシンフォニー第1番-白の少女』1862年 ワシントン・ナショナル・ギャラリー

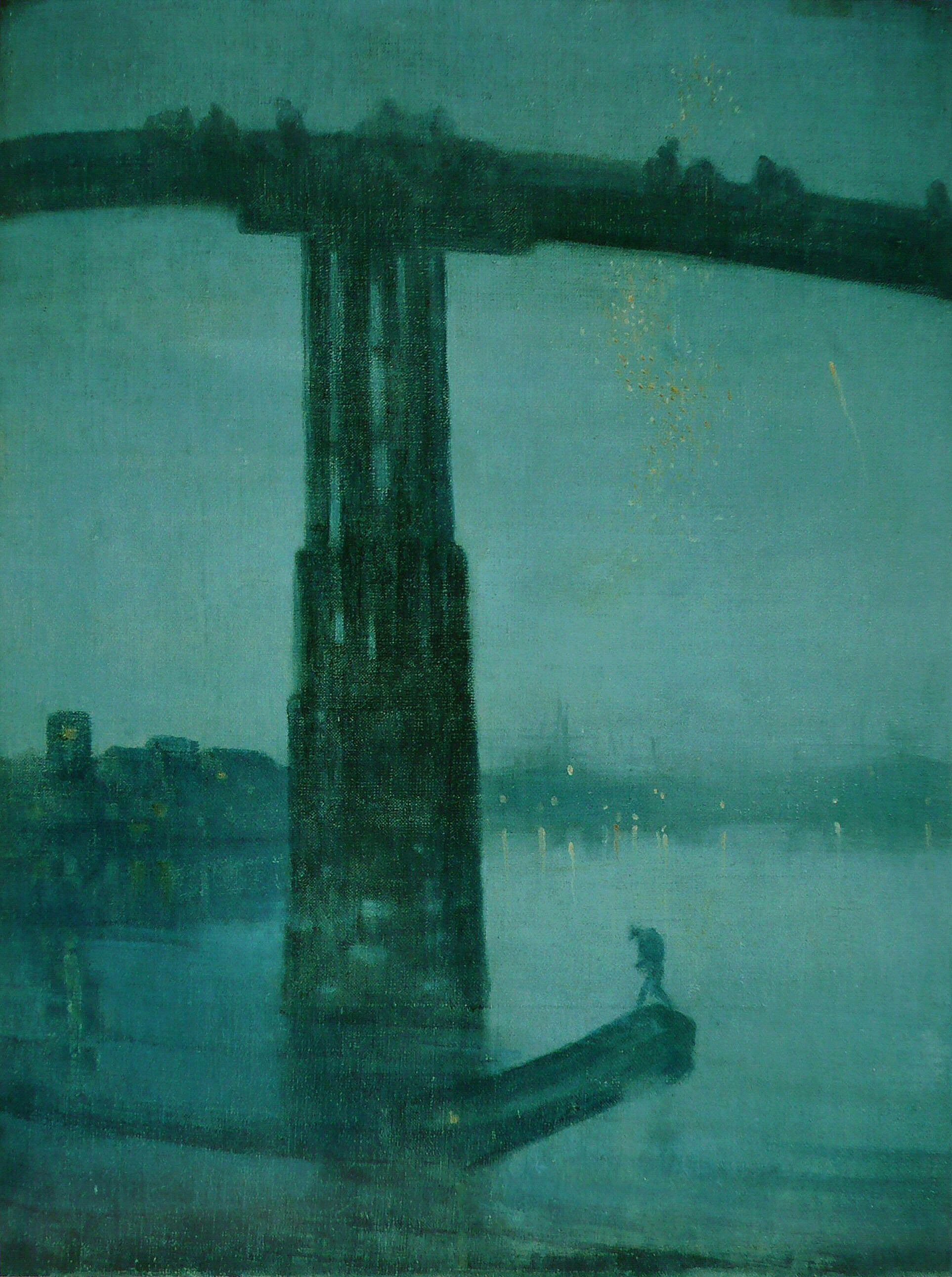
『青と金のノクターン-オールド・バターシー・ブリッジ』1872-75年頃 テート・ギャラリー

『灰色と黒のアレンジメント-母の肖像』1871年 オルセー美術館

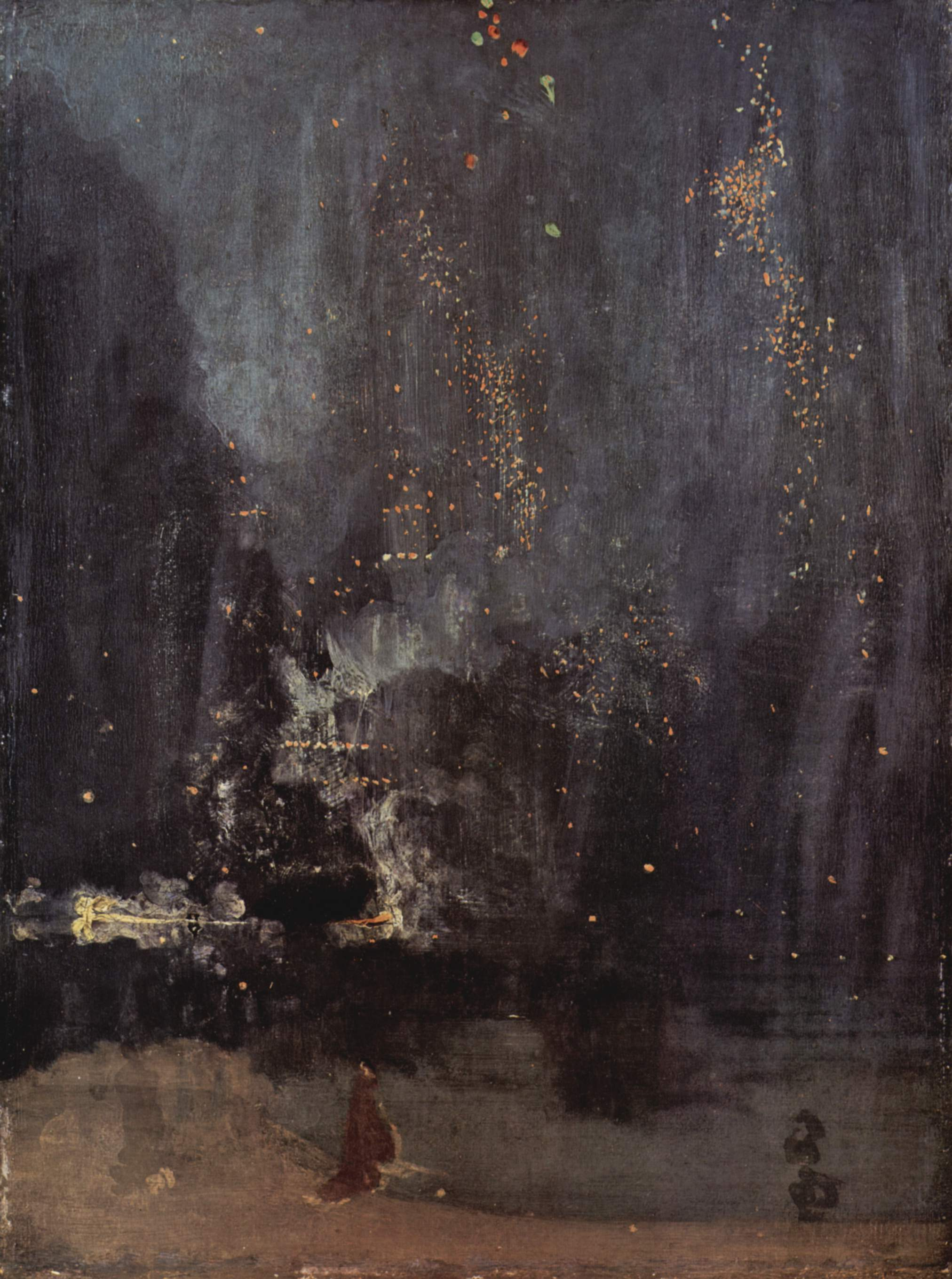
『黒と金色のノクターン-落下する花火』1875年 デトロイト美術館

ジェームズ・アボット・マクニール・ホイッスラー（James Abbott McNeill Whistler、1834年7月11日 - 1903年7月17日）は、19世紀後半のアメリカ合衆国を代表する画家であり、卓越した版画家でもあった。彼は主にロンドンを活動の拠点とし、国際的な芸術潮流の中で独自の地位を確立した。
ホイッスラーは、印象派の画家たちとほぼ同時期に活動したが、その芸術的探求は彼らとは異なる方向へと向かった。彼の作品における繊細な色調や洗練された画面構成には、日本の浮世絵をはじめとする日本美術からの深い影響が認められる。
このような日本美術からの影響を背景に、ホイッスラーは印象派の持つ自然主義的な描写や、当時の伝統的なアカデミズムの規範とは明確に一線を画した、独自の絵画世界を構築したと言える。彼の芸術は、東西の美意識が融合した特異な魅力を持つものとして、今日においても高く評価されている。

## 生涯
ホイッスラーは、1834年にアメリカ合衆国マサチューセッツ州ローウェルにおいて、土木技師の子として生を受けた。彼はアメリカ人でありながら、芸術の都パリでその才能を磨き、画家としての生涯の大部分をロンドンとパリという二つの都市で過ごした。
父の鉄道建設技師としての職務に伴い、ホイッスラーは1842年（あるいは1843年ともされる）から数年間、ロシアのサンクトペテルブルクで生活を送った。その後、彼はロンドンやブリストルにも居を移している。1851年にはアメリカに帰国し、ウェストポイントの陸軍士官学校に入学するも、1854年に中途退学（正確には放校処分であり、その理由は化学の成績不振であったと伝えられる。なお、彼の父親は同士官学校で製図の教官を務めていた）。約1年間ワシントンD.C.において地形図の銅版画工として従事した後、1855年にはパリに居を構えた。
パリにおいて、ホイッスラーは当時のリアリズム絵画の巨匠であったシャルル・グレールのアトリエに通った。しかし、その伝統的な画風に満足することなく、同時代の革新的な画家ギュスターヴ・クールベの芸術に強い共感を抱いた。パリでは、画家のアンリ・ファンタン＝ラトゥール（1836年 - 1904年）、アルフォンス・ルグロ（1837年 - 1911年）と志を同じくする「三人会」を結成している。
数年後の1859年には、ホイッスラーはロンドンにもアトリエを設立し、ロセッティ兄妹と親交を深めた。以後、彼はロンドンとパリを往復しながら制作活動を継続し、1860年からはロンドンのロイヤル・アカデミーに出品を開始した。1862年、彼はロンドンの展覧会に出品し、翌1863年にはパリの「落選展」に出品された、当時の恋人ジョアンナ・ヒファーナンをモデルとした『白の少女』（ホワイト・ガール）によって、一躍脚光を浴びた。この作品においては、モデルの少女が身に纏う白いドレス、手に持つ白い花、背景の白いカーテン、そして足元の白い敷物といった、多様な白の色調が精緻に対比されており、人物の内面描写よりも色彩の調和そのものを絵画の主要な目的としている点が特徴的である。この頃より、彼の作品には「シンフォニー」や「ノクターン」といった音楽用語を用いた題名が頻繁に用いられるようになった。
1876年から翌年にかけて、ホイッスラーはパトロンであった富豪フレデリック・リチャーズ・レイランドのロンドンの邸宅における室内装飾を手がけた。壁面に孔雀が大きく描かれた食堂の内装は、後に部屋ごとワシントンD.C.のフリーア美術館に移設されている。1879年から1880年にかけてヴェネツィアで過ごした後、再びロンドンに戻った彼は、1886年にはイギリス美術家協会の会長に任命されるなど、名実ともにイギリス画壇の中心人物としての地位を確立した。1903年、ホイッスラーはロンドンにてその生涯を閉じた。

## 作風

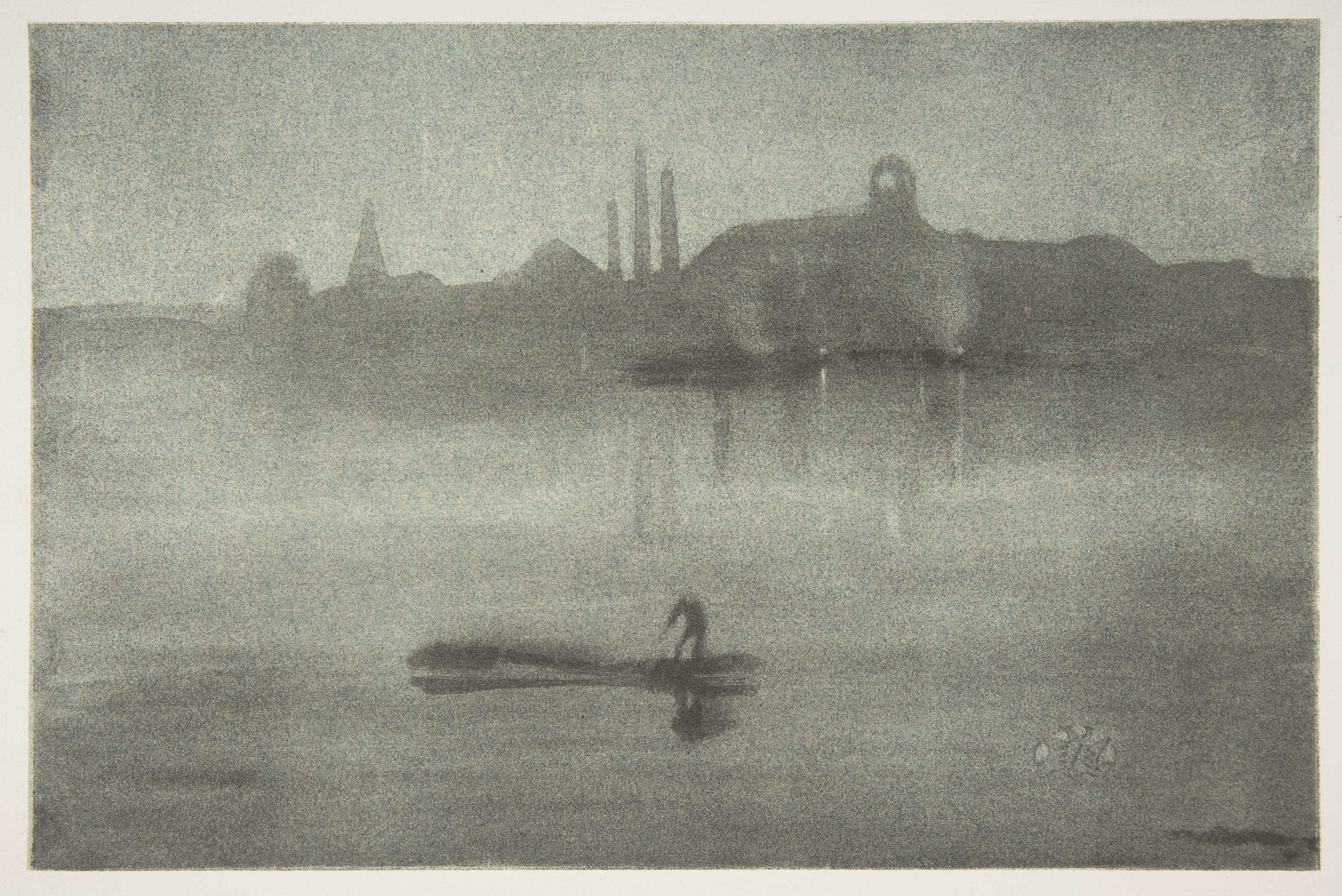
リトティントで描かれた『ノクターン:バタシーのテムズ川』1878年

耽美主義の代表的な画家と見なされるジェームズ・マクニール・ホイッスラーの絵画は、現実世界を二次元の平面に再現することよりも、色彩と形態の精妙な組み合わせによって、調和の取れた画面を構成することを重視した。彼の作品の題名に「シンフォニー」「ノクターン」「アレンジメント」といった音楽用語が頻繁に用いられていることは、絵画が単なる現実の模倣ではなく、色彩と形態によって自律的に存在する芸術であるという彼の信念を明確に示していると言えるだろう。
ホイッスラーのこのような絵画観は、印象派やポール・セザンヌの芸術に通じる側面を持ち合わせている。しかしながら、彼が用いる色彩は抑制的であり、モノトーンに近い作品も少なくない。この点は、光と色彩の効果を追求した印象派の鮮やかな作風とは明確な差異を示している。
19世紀後半のイギリスにおいては、1862年のロンドン万国博覧会を契機として、日本の美術工芸品が広く紹介されるようになった。前述のホイッスラーの作風には、浮世絵をはじめとする日本美術からの影響が指摘されている。1864年にはジャポニスムの影響を受けた作品を試み、日本の落款を思わせる蝶のサインを用いた。さらに1868年になると、浮世絵の意匠を積極的に取り入れた『肌色と緑のヴァリエーション＝バルコニー』を制作している。
ホイッスラーの代表作の一つである『青と金のノクターン-オールド・バターシー・ブリッジ』は、ロンドンのテムズ川に架かるありふれた橋を描いたものである。しかし、橋全体のごく一部を下から見上げるという特異な構図、単色に近い静謐な色彩、そして水墨画を想起させるような滲んだ輪郭線などには、日本美術の影響が色濃く感じられる。
1877年、ホイッスラーがロンドンのグローヴナー・ギャラリーに出品した『黒と金色のノクターン-落下する花火』は、ほとんど抽象絵画を思わせるほどに単純化された作品であった。同時代の著名な批評家であり、ラファエル前派などの新しい芸術運動の理解者でもあったジョン・ラスキンはこの作品を理解することができず、「まるで絵具壷の中身をぶちまけたようだ」と激しく非難した。この批判に対し、ホイッスラーは名誉毀損でラスキンを訴えるに至った。訴訟の結果、ホイッスラーは勝訴したものの、多額の訴訟費用を支払うために自身の邸宅を売却せざるを得ない状況に追い込まれた。

## 代表作
- 『白のシンフォニー第1番-白の少女』　1862年、ワシントン・ナショナルギャラリー
- 『陶器の国の姫君（英語版）』　1863年 - 1864年、フリーア美術館
- 『灰色と黒のアレンジメント-母の肖像』　1871年、オルセー美術館
- 『青と金のノクターン-オールド・バターシー・ブリッジ』　1872-75年頃、テート・ギャラリー
- 『グレート緑のハーモニー』　1872-74年
- 『黒と金色のノクターン-落下する花火』　1875年、デトロイト美術館

## 日本での画集
- 『ファブリ世界名画集 88  ジェームズ・ホイッスラー』田中英道 解説 平凡社 1973
- 『ファブリ研秀世界美術全集 10 マネ,モネ,ホイッスラー』黒江光彦 研秀出版 1976
- 『ホイッスラー』フランシス・スポールディング 吉川節子訳 西村書店 アート・ライブラリー 1997